# تاج الدين الفاكهاني
تاج الدين الفاكِهاني (654 - 734 هـ / 1256 - 1334م،) عالم بالنحو، من أهل الإسكندرية.
هو تاج الدين عمر بن علي بن سالم بن صدقة اللخمي الإسكندري الفاكهاني. زار دمشق سنة 731 هـ واجتمع به ابن كثير وقال: «سمعنا عليه ومعه».

## آثاره
من آثاره:
1. «الإشارة».
2. «المنهج المبين».
3. «التحرير والتحبير» في شرح رسالة أبي زيد القيرواني.
4. «رياض الأفهام في شرح عمدة الأحكام».
5. «الفجر المنير في الصلاة على البشير النذير».
6. «الغاية القصوى في الكلام على آيات التقوى».[1]

## وفاته
توفي رحمه الله 7 جمادى الأولى 734 هـ ببلدة الإسكندرية ودفن بظاهر باب البحر.